# 蘇常道
蘇常道，中华民国初期北洋政府設置的江蘇省的道。

## 沿革
民國三年（1914年）5月23日以清代蘇州、常州二府及通州直隸州轄境置。道尹為繁要缺，一等。駐吳縣（今江蘇省蘇州市）。轄吳縣、常熟、崑山、吳江、武進、無錫、宜興、江陰、靖江、南通、如皋、泰興12縣。民國十六年（1927年）廢。

## 行政區劃
廢止前所轄的縣有下列：

## 歷任道尹
| 姓名   | 上任          | 離任 | 備註 |
| ------ | ------------- | ---- | ---- |
| 殷鴻壽 | 1914年6月26日 |      |      |
| 王莘林 |               |      |      |
| 蔡寶善 |               |      |      |
| 李維源 |               |      |      |